# ۳۹۸ (پیش از میلاد)
۳۹۸ (پیش از میلاد) ۳۹۸مین سال قبل از تقویم میلادی است.